# Domonkos Széll
Domonkos Széll (ur. 25 lipca 1989 w Budapeszcie) – węgierski wioślarz.

## Osiągnięcia
- Mistrzostwa Europy – Ateny 2008 – czwórka podwójna  – 10. miejsce[1].
- Mistrzostwa Świata U-23 – Račice 2009 – czwórka podwójna – 7. miejsce[1].